# Bönsta

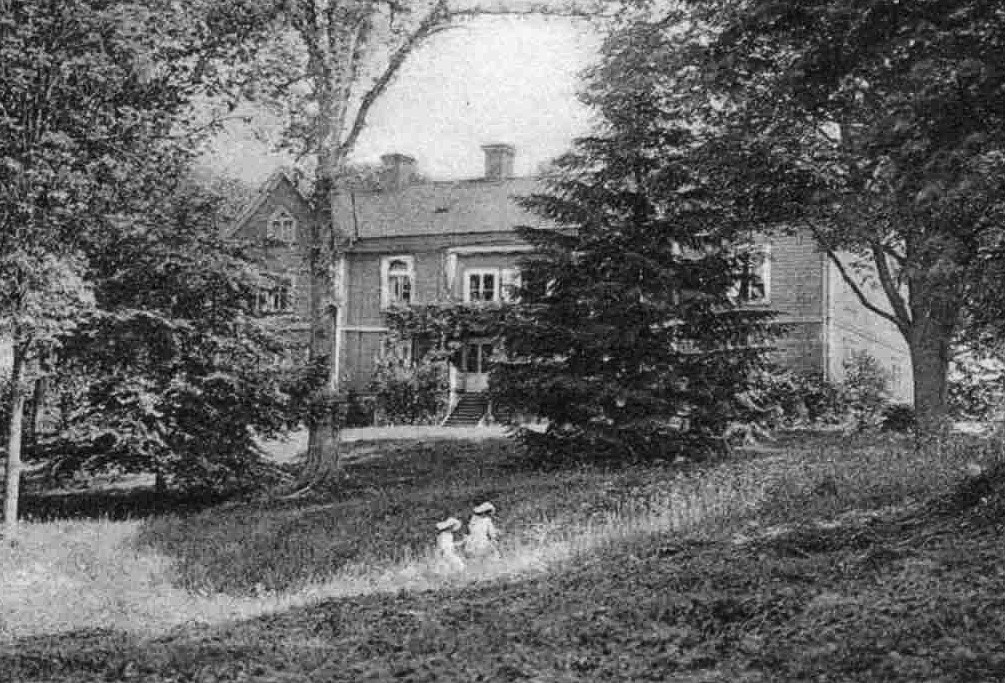
Bönsta gård på ett äldre vykort.

Bönsta är en herrgård i Helgona socken belägen cirka fyra kilometer norr om Nyköping i Södermanlands län.

## Historik
Bönsta ligger på östra sidan av Nyköpingsåns dalgång. Området är rikt på fornlämningar. Flera gravfält från järnåldern ligger utmed ådalen. Det finns även två runstenar på gården, Sö122 Skresta och Sö123 Skresta. Bönsta omnämns i dokument redan 1339. På 1600-talet bestod Bönsta av tre gårdar. Mangården utgör en väl sammanhållen miljö avskild från fägården. Huvudbyggnaden, inspektorsbostaden och trädgårdsmästarbostaden fick sin nuvarande utformning under 1860-talet. Kärnan av huset lär dock härstamma från 1600-talet.
Under 1800-talets andra hälft ägdes Bönsta av Carl Fredrik Wachtmeister (1830–1889) tillsammans med flera andra gårdar i Helgona socken, Råby-Rönö socken, Lids socken och Runtuna socken. Han var gift med Vilhelmina Ulrika Magdalena, född Bennet (1837–1928). Paret fick tolv barn, alla födda på Bönsta, bland dem Carl Wachtmeister (1869–1941). Än idag ägs gården av släkten Wachtmeister. Numera (2017) bebos huvudgården av arkitekt Fredrik Gösta Arvid Wachtmeister (född 1949).